# 红花细茎驴蹄草
红花细茎驴蹄草（学名：Caltha sinogracilis f. rubriflora）为毛茛科驴蹄草属细茎驴蹄草下的一个变型。

## 扩展阅读
- 維基物種上的相關：红花细茎驴蹄草